# Palosaari (ö i Finland, Norra Österbotten, Koillismaa, lat 66,27, long 29,10)
Palosaari är en halvö i Finland. Den ligger i sjön Keltinki och i kommunen Kuusamo i den ekonomiska regionen  Koillismaa ekonomiska region  och landskapet Norra Österbotten, i den nordöstra delen av landet, 700 km norr om huvudstaden Helsingfors.